# Tribolonotus gracilis
El escinco cocodrilo (Tribolonotus gracilis) es una especie de escincomorfos de la familia Scincidae. Es endémico de Nueva Guinea.

## Hábitat
Habita en la isla de Nueva Guinea perteneciente hoy en día a los países de Indonesia y Papúa Nueva Guinea. Viven en las selvas tropicales de la región pero también se han adaptado a la vida en áreas pobladas por humanos. Tienen la capacidad de trepar árboles pero se les encuentra normalmente en el suelo de la selva abundante en hojas en estado de descomposición.

## Comportamiento
Es una de las pocas especies de la familia Scincidae que produce ruido al sentirse amenazado. También suele paralizarse esperando despistar a la fuente de peligro con su camuflaje, e incluso llegan a hacerse los muertos de ser necesario.

## Reproducción
Su sexo puede ser identificado por las almohadillas blancas ubicadas en la parte inferior de las patas traseras. Esta característica solo se encuentra en los machos.

## Cautividad
Son populares en el mercado de las mascotas; aun así, se les considera mascotas exóticas. Para su cautiverio es necesario un terrario que soporte la alta humedad que esta especie necesita. Su alimentación es variada, la cual incluye moscas de la fruta, gusanos de la harina y grillos pequeños. Así como otros reptiles en cautiverio, necesita de calcio suplementario junto con su comida habitual.